# Tipula dedecor
Tipula dedecor är en tvåvingeart som beskrevs av Friedrich Hermann Loew 1873. Tipula dedecor ingår i släktet Tipula och familjen storharkrankar. Inga underarter finns listade i Catalogue of Life.